# Jan Goossens (dramaturge)
Pour les articles homonymes, voir Jan Goossens.
Jan Goossens, né à Anvers en 1971, est un directeur artistique belge flamand.

## Biographie
Jan Goossens est principalement actif à Bruxelles et à Tunis, et a également travaillé à Ostende, Ljubljana, Marseille et à Kinshasa. Il a étudié la littérature et la philosophie à Anvers, Louvain et Londres.
Sa carrière artistique a débuté au théâtre royal de La Monnaie à Bruxelles sous la direction de Gerard Mortier et de Bernard Foccroulle, où il était stagiaire dans les départements de la communication et de la dramaturgie (1991-1993). Il a ensuite travaillé comme assistant du chorégraphe flamand Wim Vandekeybus sur trois productions qui ont fait le tour du monde (1994-1995). Il a assisté les metteurs en scène d'opéra allemands Peter Zadek et Peter Mussbach (1995-1997) au Festival de Salzbourg, puis a collaboré étroitement avec le metteur en scène américain Peter Sellars (1997-2000) sur plusieurs créations et productions d'opéra, comme "Le Grand Macabre" de Ligeti ou "L'Amour de loin" de Saariaho, aux opéras d'Amsterdam, de Paris et de Londres. 
En 1999, Jan Goossens a rejoint le Théâtre royal flamand de Bruxelles (KVS) en tant que dramaturge, avant d'en devenir le directeur artistique en 2001. Il a initié et développé un programme d'échange artistique à long terme et réciproque entre Bruxelles et Kinshasa de 2005 à 2015. Ce programme a débouché sur des relations à long terme avec des artistes tels que le chorégraphe Faustin Linyekula et l'artiste visuel Sammy Baloji, ainsi que sur des productions internationales comme "Mission" (de David Van Reybrouck) ou "Coup Fatal" (créé par Alain Platel et Fabrizio Cassol), et à Kinshasa, sur six éditions du festival international "Connexion Kin", en partenariat avec des artistes, opérateurs et structures locales. Goossens a quitté le KVS en 2016.
Depuis 2015, Jan Goossens est le codirecteur artistique du festival artistique "Dream City" et de sa structure de production L'Art Rue à Tunis, avec les artistes fondateurs Selma et Sofiane Ouissi.
De 2016 à 2021, Goossens a été le directeur général du Festival de Marseille,.
Depuis le printemps 2021, Jan Goossens combine son travail à Tunis avec la mission de préparer la candidature de Molenbeek-Saint-Jean, commune connue pour sa large population d’origine étrangère, au titre de Capitale européenne de la culture en 2030. 
Jan Goossens a été vice-président du réseau international de théâtre IETM de 2011 à 2014.

## Récompenses
- 2002 : Thersites Award of Flemish Theater Critics
- 2007 : Brussels Culture Award of the Flemish Community
- 2008 : Spiegelprijs[8]
- 2013 : Prix de la citoyenneté de la Fondation P&V[3]
- 2016 : Prix de la Critique Théâtre et Danse (Prix Abraté)
- 2016 :  Chevalier de l'ordre des Arts et des Lettres du Ministère de la Culture (France)[9]
- 2020 :  Officier de l'ordre des Arts et des Lettres du Ministère de la Culture (France)